# Église Notre-Dame-de-l'Assomption de Bellevaux
L’église Notre-Dame-de-l’Assomption de Bellevaux est une église catholique, située dans la commune de Bellevaux en Haute-Savoie. De style néo-classique sarde, elle est dédiée à l'Assomption de la Vierge Marie.

## Historique
Les bénédictins de Saint-Jean de Genève, dépendant de l'abbaye d'Ainay de Lyon, bâtissent une petite église en bois lorsqu'ils s'installent dans la vallée en 1136,.
En 1536, le prieuré et l'église sont délaissés, lorsque la réforme protestante s'étend à la partie nord du duché de Savoie. Quelques années plus tard, en 1567, les troupes protestantes se retirent et les bénédictins reprennent possession du prieuré, en mauvais état.
En 1737, l'église s'effondre, notamment la tour datant du XIVe siècle. Elle est entièrement reconstruite sur l'emplacement de l'ancienne et achevée durant l'été 1740.
Lorsqu'en 1792, le duché de Savoie est annexé à la France révolutionnaire, l'édifice est fermé un certain temps. En 1795, la Convention se montre moins sévère et l'abbé Rey, curé de Bellevaux, recommence à célébrer la messe. Aussitôt l'ordre vient de Thonon de démolir l'église. Elle est simplement fermée.
Après la Révolution, la tour du clocher est reconstruite en 1808, la flèche est refaite en 1894. L'ancien presbytère est rasé et le nouveau est bâti à un autre endroit.
En 1826, la cure est achevée, la population de la commune s’agrandit, l'église, devenue trop petite, est reconstruite. Les paroissiens la souhaitent belle, grande et haute. Le projet est confié à l'architecte, adjudant du génie, Guillet, Victor Delémontex et Laurent Taberlet. La décoration intérieure, notamment les peintures, est confiée à des artisans originaires de la province de Verceil. L'ancienne église est rasée, sauf la tour du clocher la partie la plus ancienne. Les habitants de Bellevaux participent à tour de rôle à son édification, les femmes et les enfants en dessous de 16 ans, étaient dispensés.
Lors de la construction un accident fait 5 morts dont le syndic. Une petite croix sur un socle de pierre, située entre l'église et le jardin alpin.
L'église est reconstruite dans style néo-classique avec des éléments baroques entre 1828 et 1829.
Le nouvel édifice reprend les éléments de l'ancienne église. Seul est gardé le clocher.
En 1967, les systèmes de chauffage sont installés et en 1969 l'intérieur de l'église est entièrement restauré par des peintres originaires de La Giettaz lors de la réforme liturgique, en gardant les tons chauds du néo-classique sarde.
Au printemps 1977, les toitures et le clocher sont restaurés ainsi que les façades[réf. nécessaire].
En octobre 1999, le sol est entièrement refait[réf. nécessaire].
En 2001, l'église est à nouveau restaurée.

## Description architecturale

### Intérieur
L'architecture de l'église est composite avec un style néo-classique, dit « sarde », dans laquelle des « réminiscences baroques marquées viennent s'y mêler »,.
Le bâtiment est constitué de trois nefs séparées par des piliers quadrangulaires supportant des corniches avec des « arcs doubleaux de la voûte »,.
Les peintures intérieures, comme souvent en Savoie, sont réalisées par des artistes valsésiens (Province de Verceil),.
L’église possède un baptistère avec des panneaux de bois sculptés de style gothique, réalisé par Laurent Baud de Morzine, d’un tableau de saint François de Sales antérieur à 1660, de stalles de style renaissance réalisées au XIXe siècle et un orgue mobile aménagé depuis 1992. La tour du clocher à bulbe, surmonté d’une flèche, est la partie la plus ancienne. L'église s'effondre en 1737.

Description architecturale
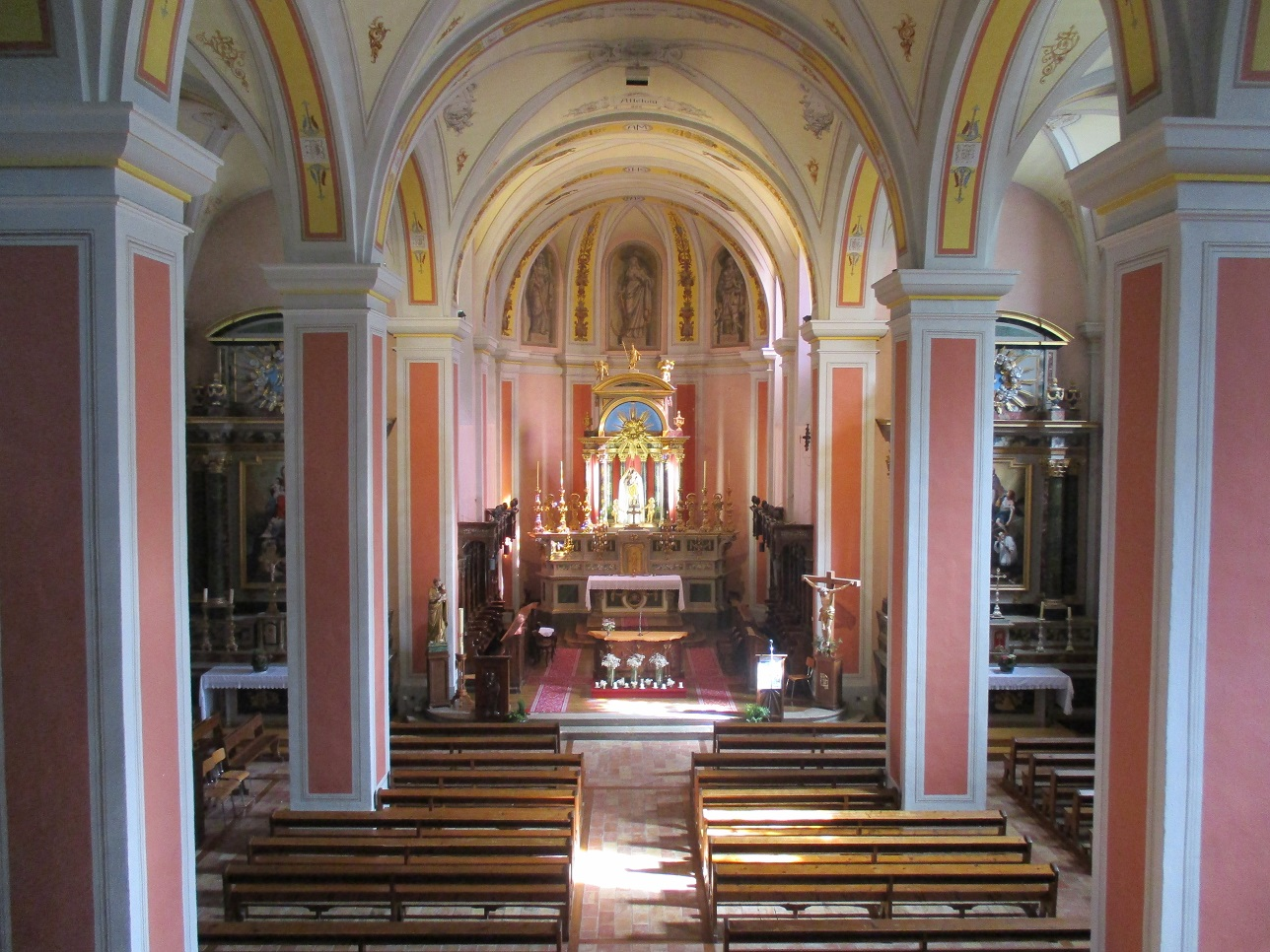
L'intérieur de l'église.
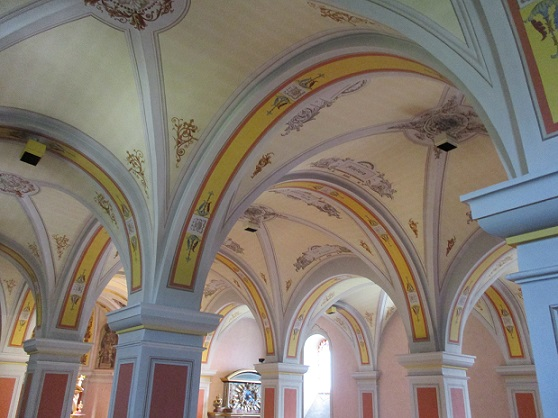
Le plafond.
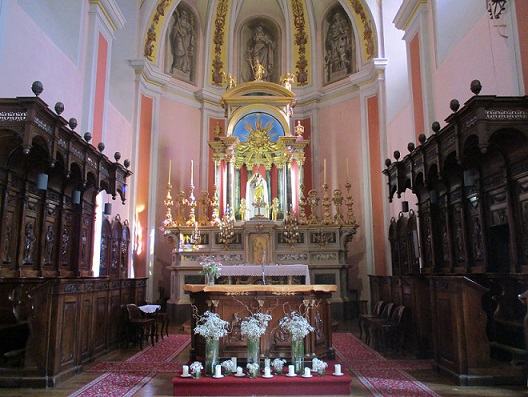
Le chœur.
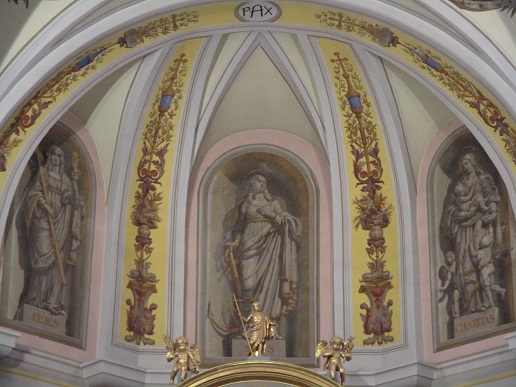
Les trois vertus théologales : Foi, Charité et Espérance en trompe-l’œil, comme l'entourage des fenêtres.

Les mobiliers
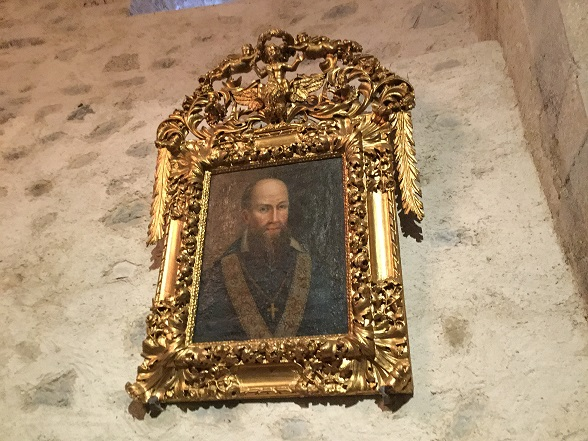
Tableaux Saint-François de Sales.
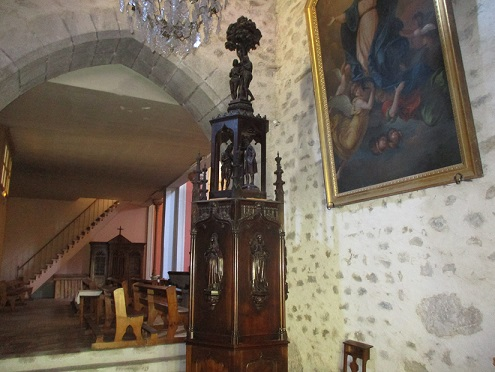
Le baptistère.
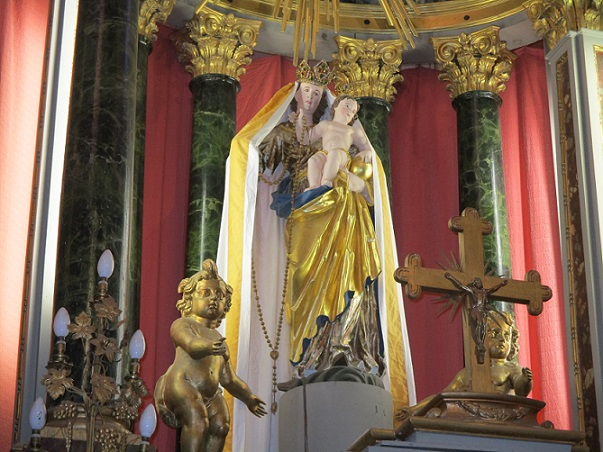
Vierge Notre-Dame du Rosaire de Bellevaux, statue prêtée par Joseph Chedal un marchand de Salzbourg en Autriche.
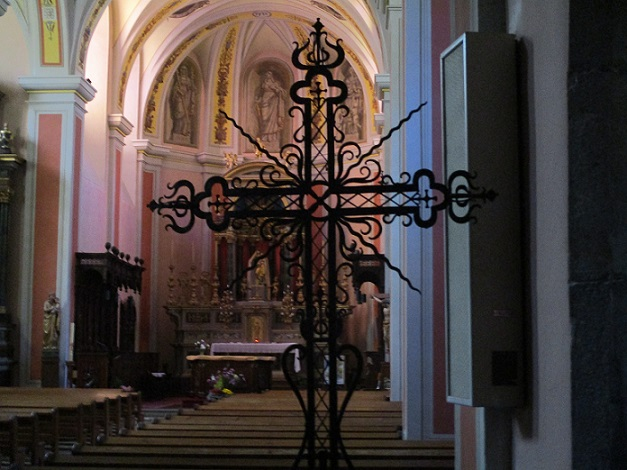
Une croix en fer forgée par Jean Claude Vuagnoux habitant de la commune.
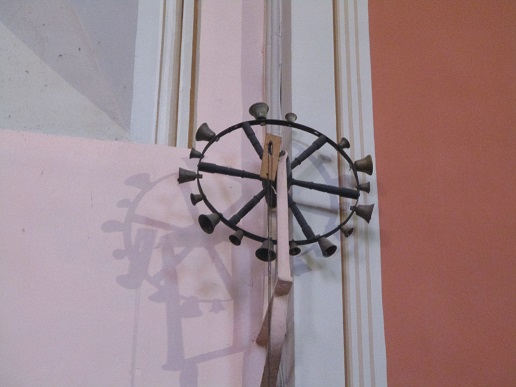
Roue à carillons, la seule de la région Auvergne-Rhône-Alpes.
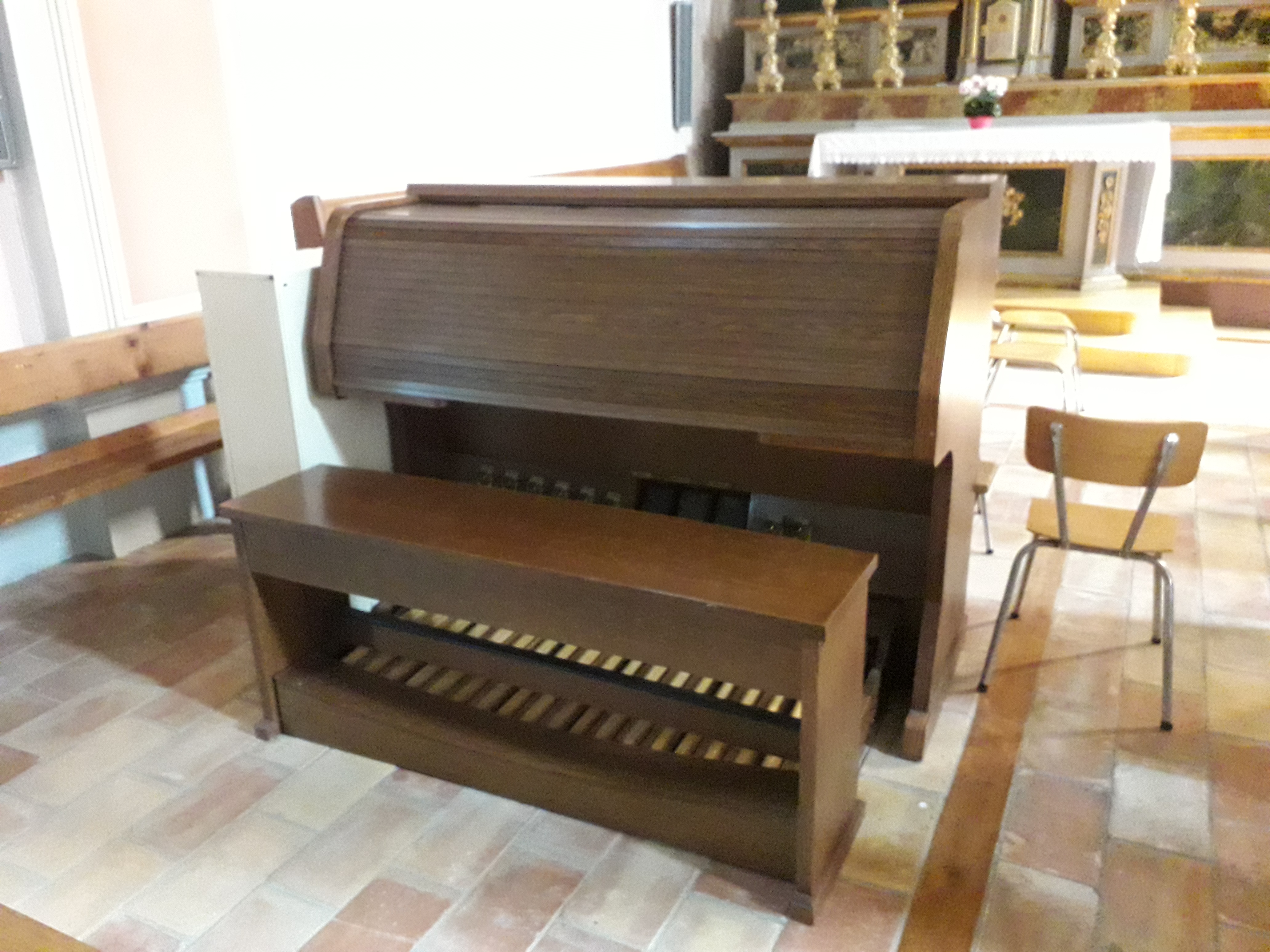
L'orgue.

### Extérieur

Façades
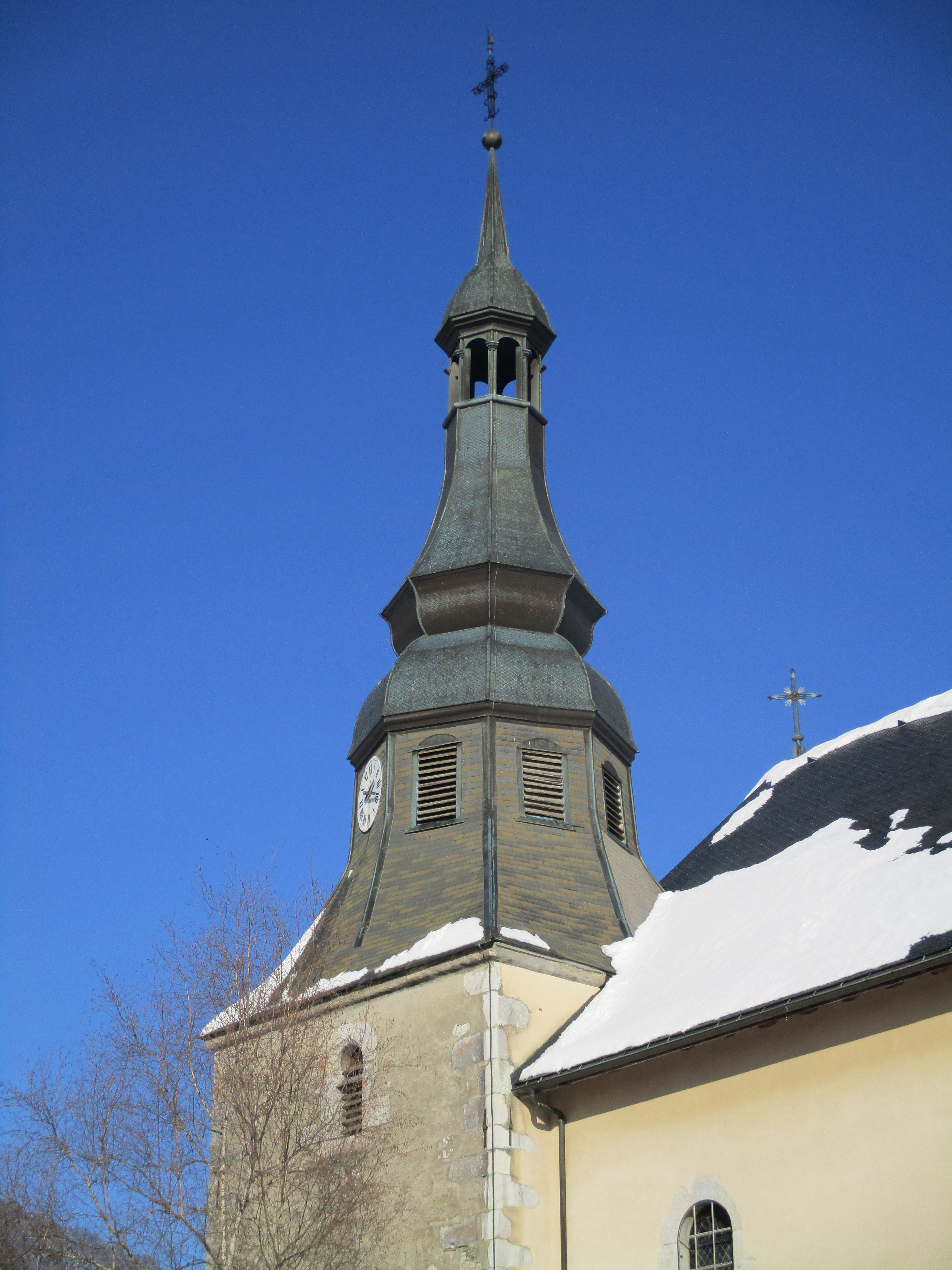
La tour et le clocher de l'église.
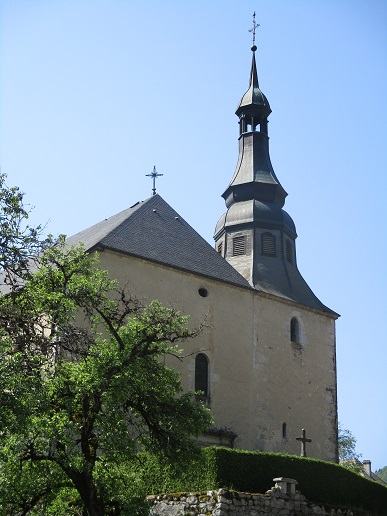
Façade ouest de l'église.
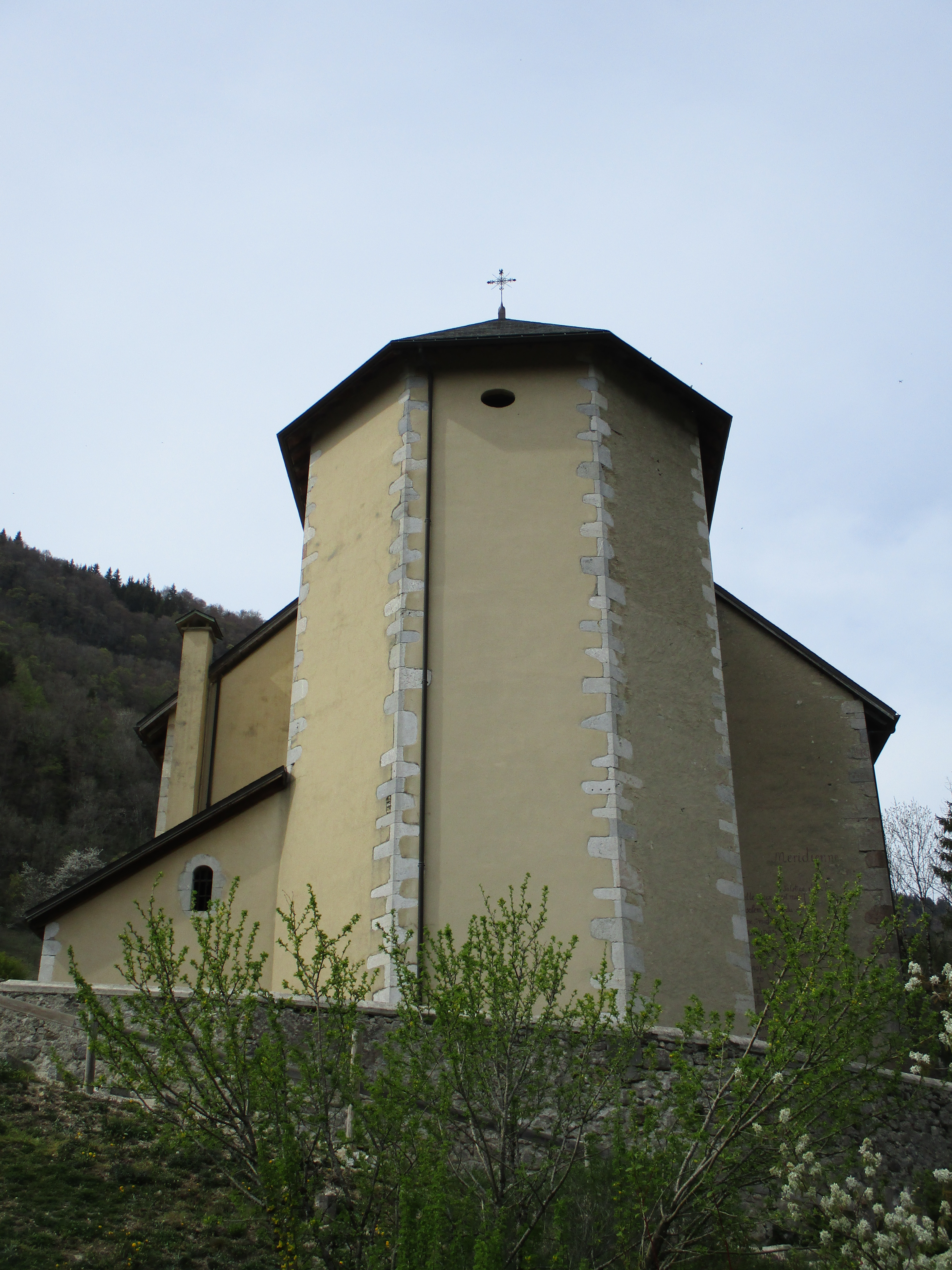
Façade est de l'église.

Éléments architecturaux
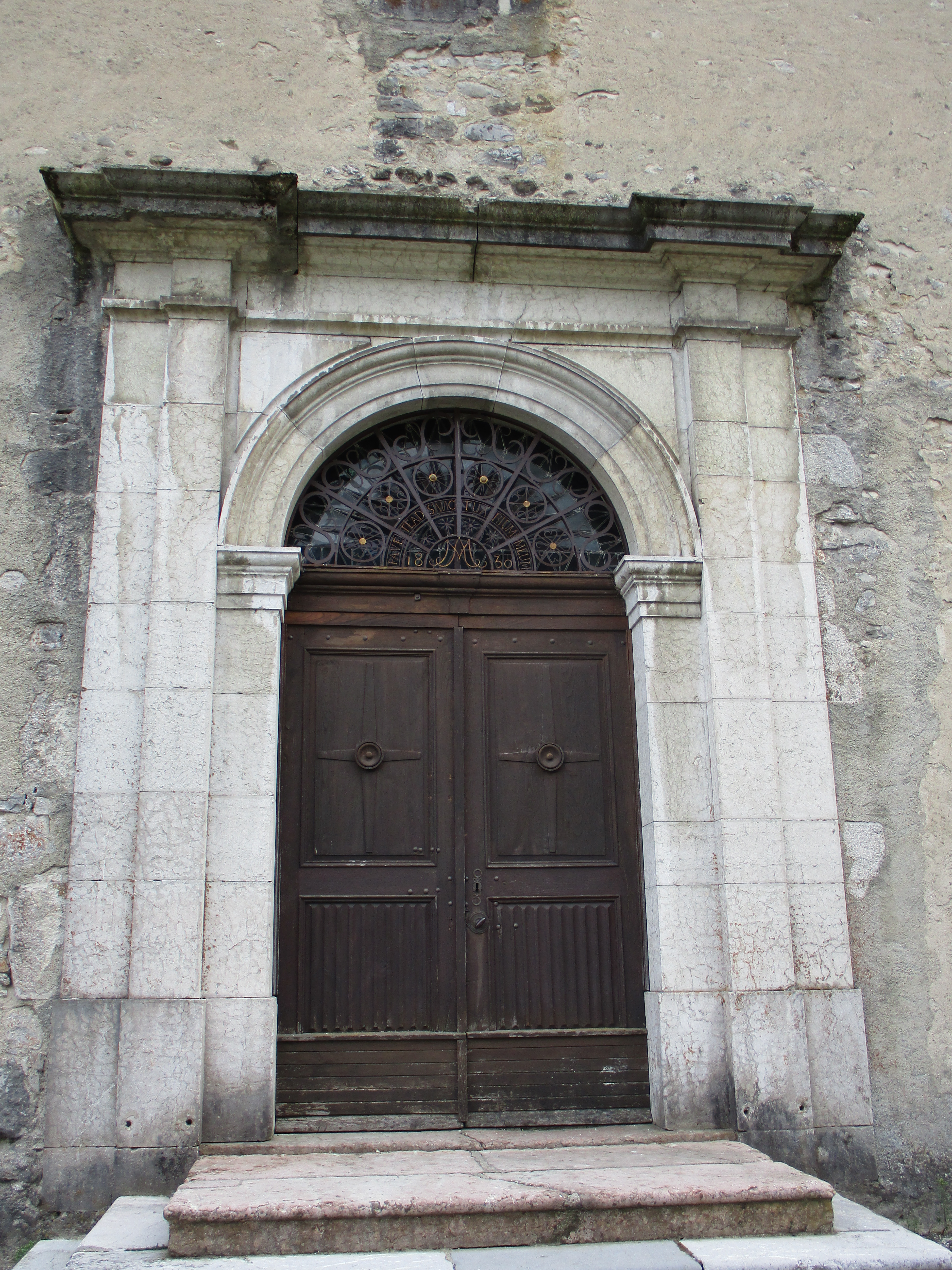
L'entrée de l'église.
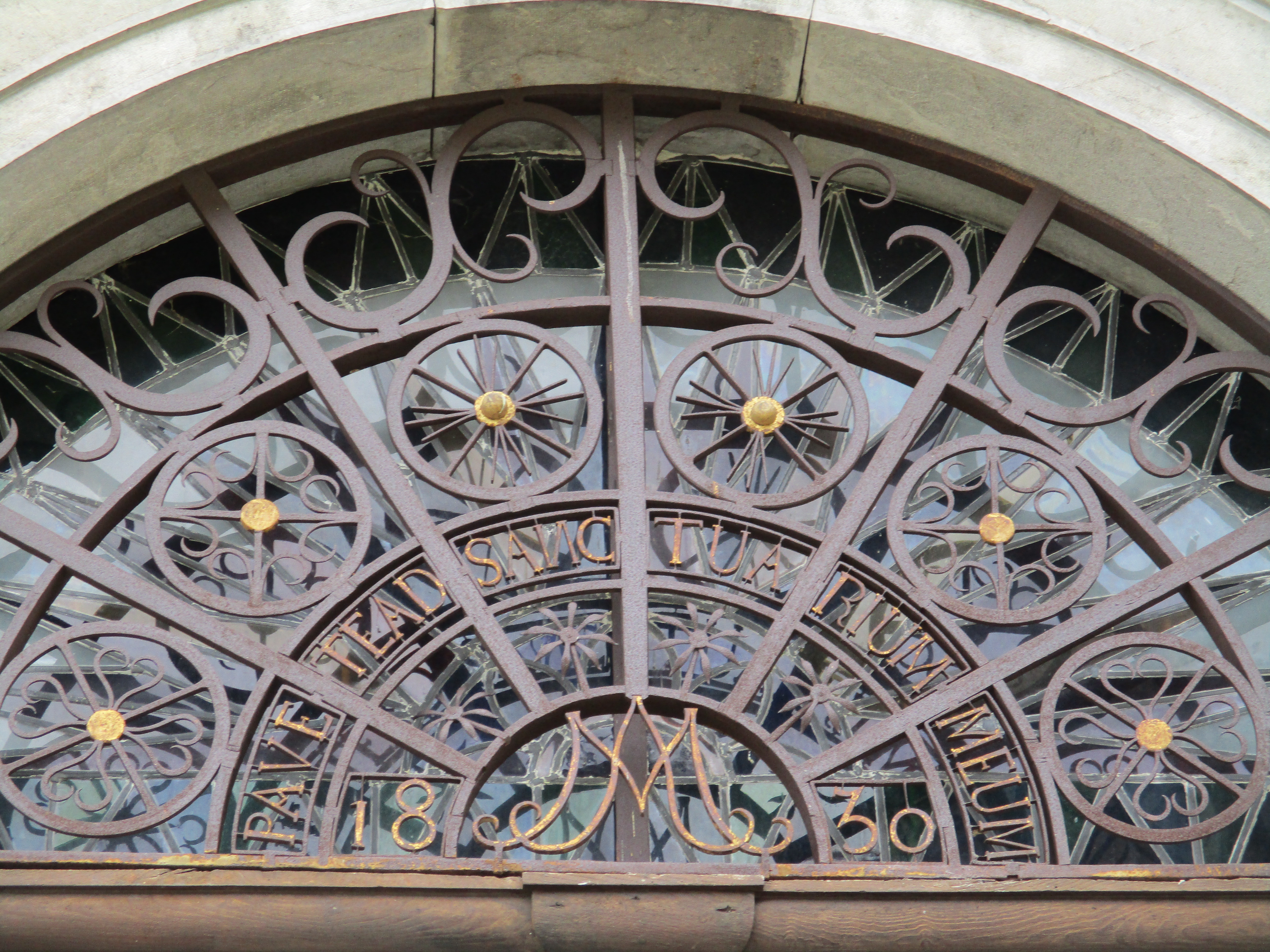
Détails du haut de la porte d'entrée coté ouest.
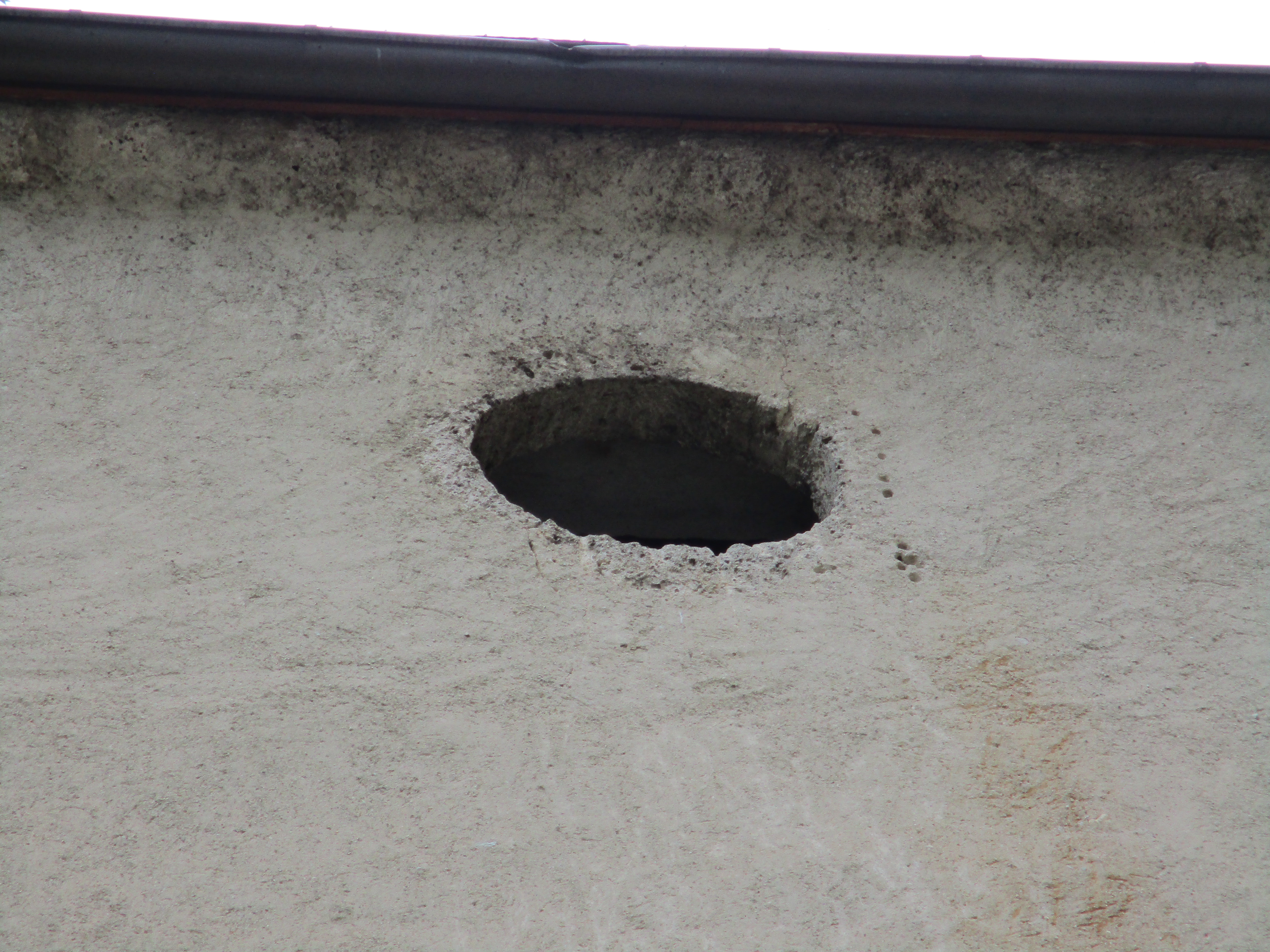
Un œil-de-bœuf sur la façade ouest, probablement le grenier.
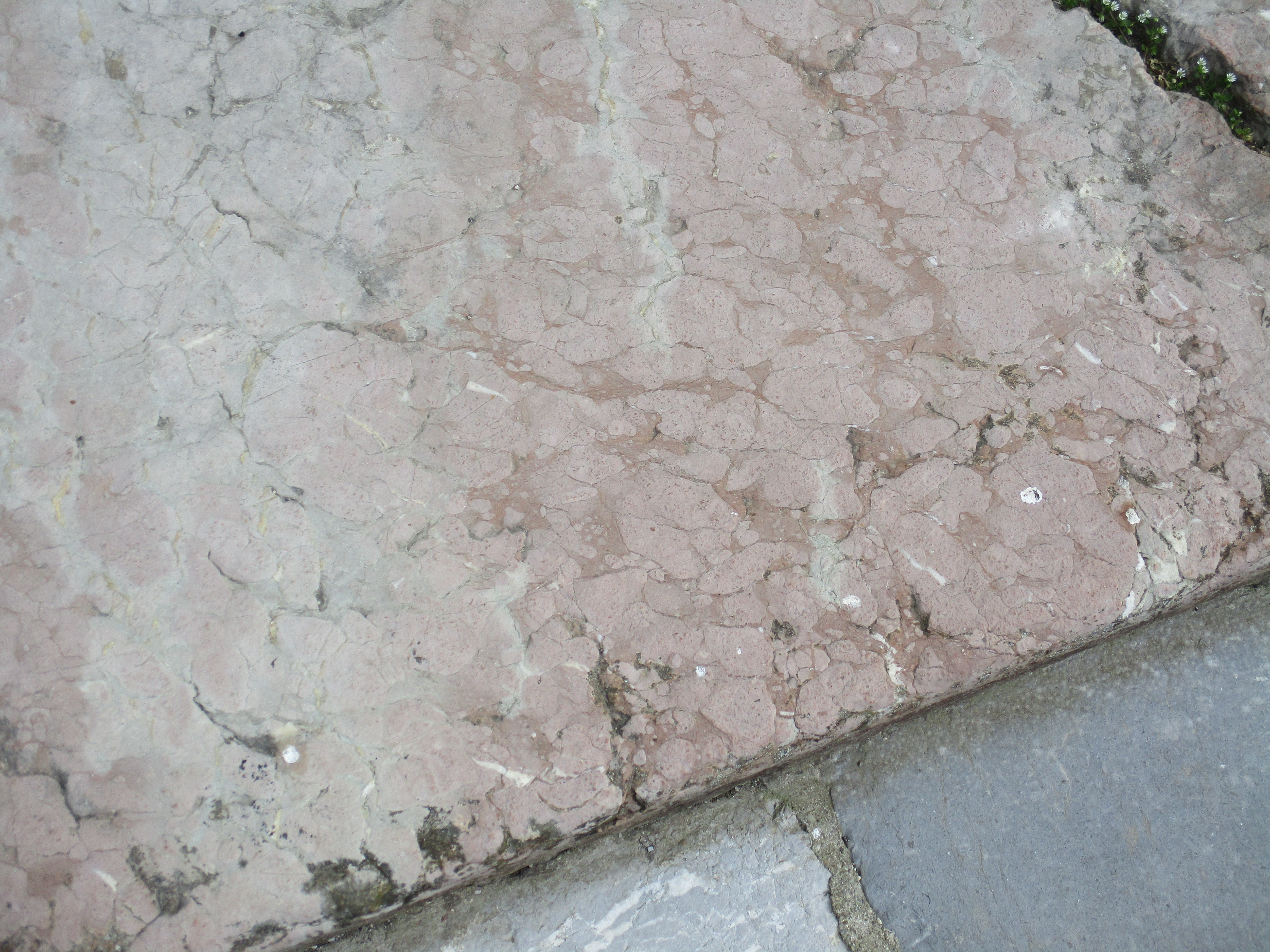
Les marches de l'entrée ouest, qui contiennent des fossiles d’ammonites.
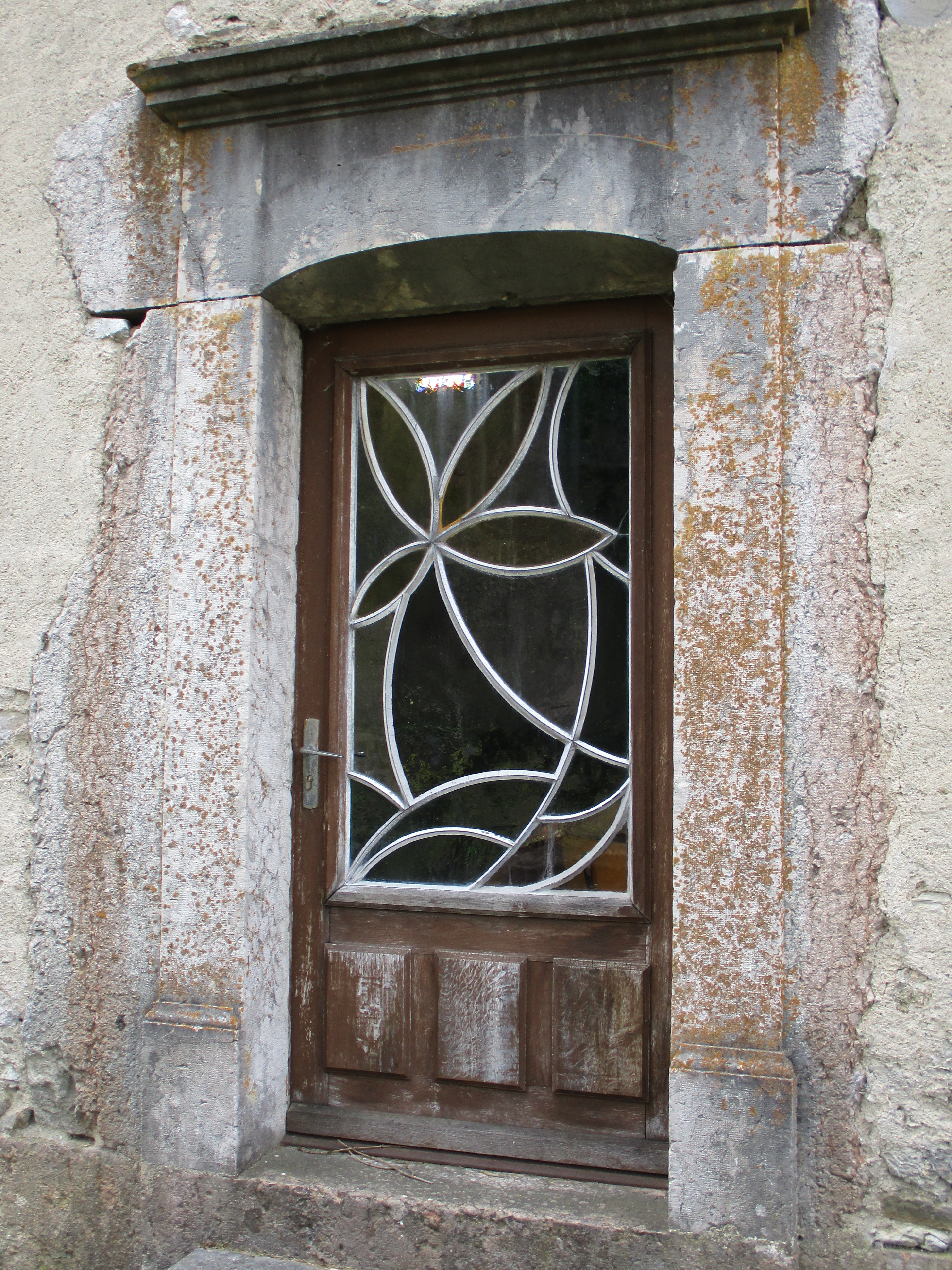
Une issue de secours.
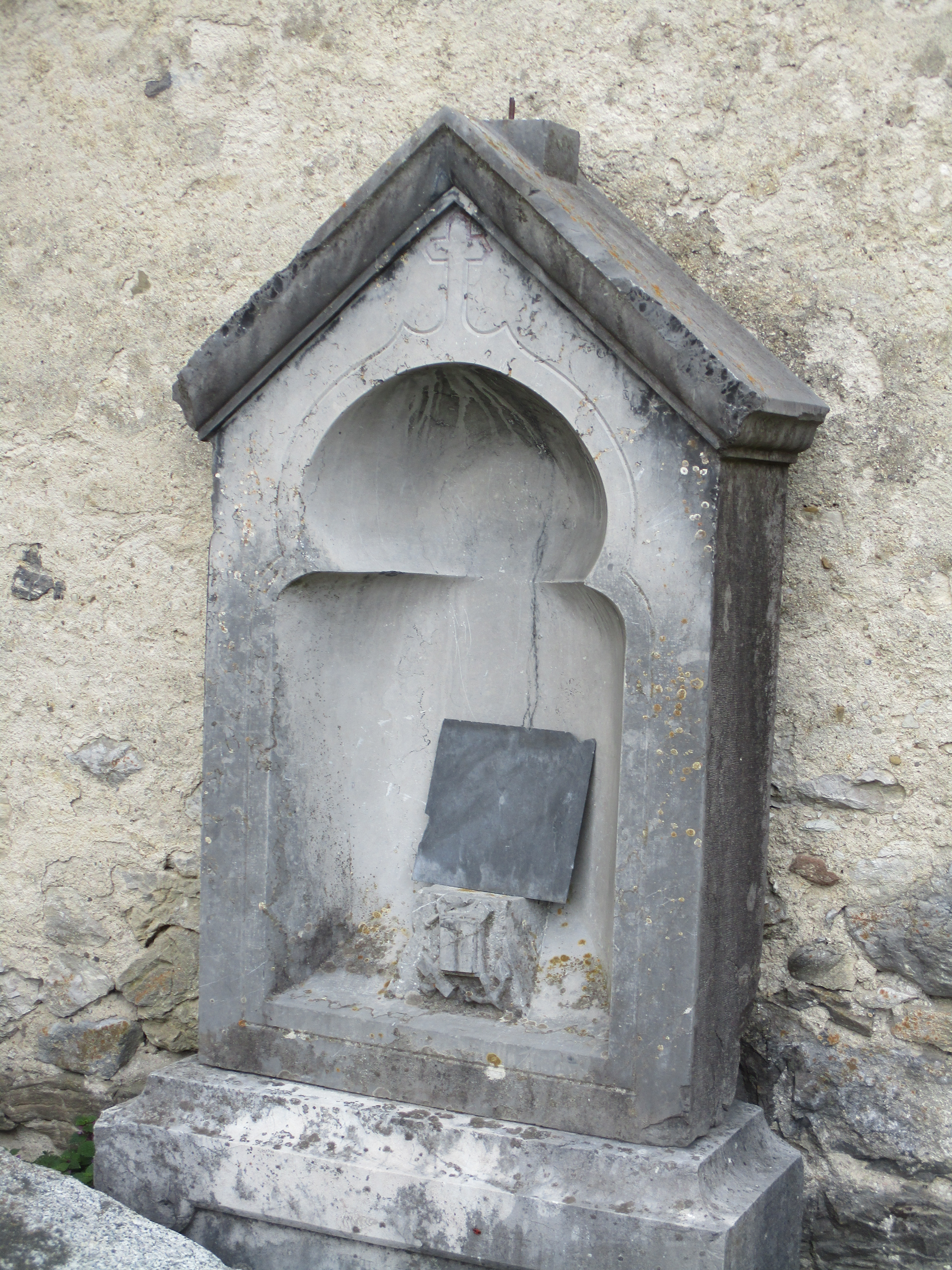
Une ancienne tombe de l'ancien cimetière de Bellevaux qui se situait devant l'église.
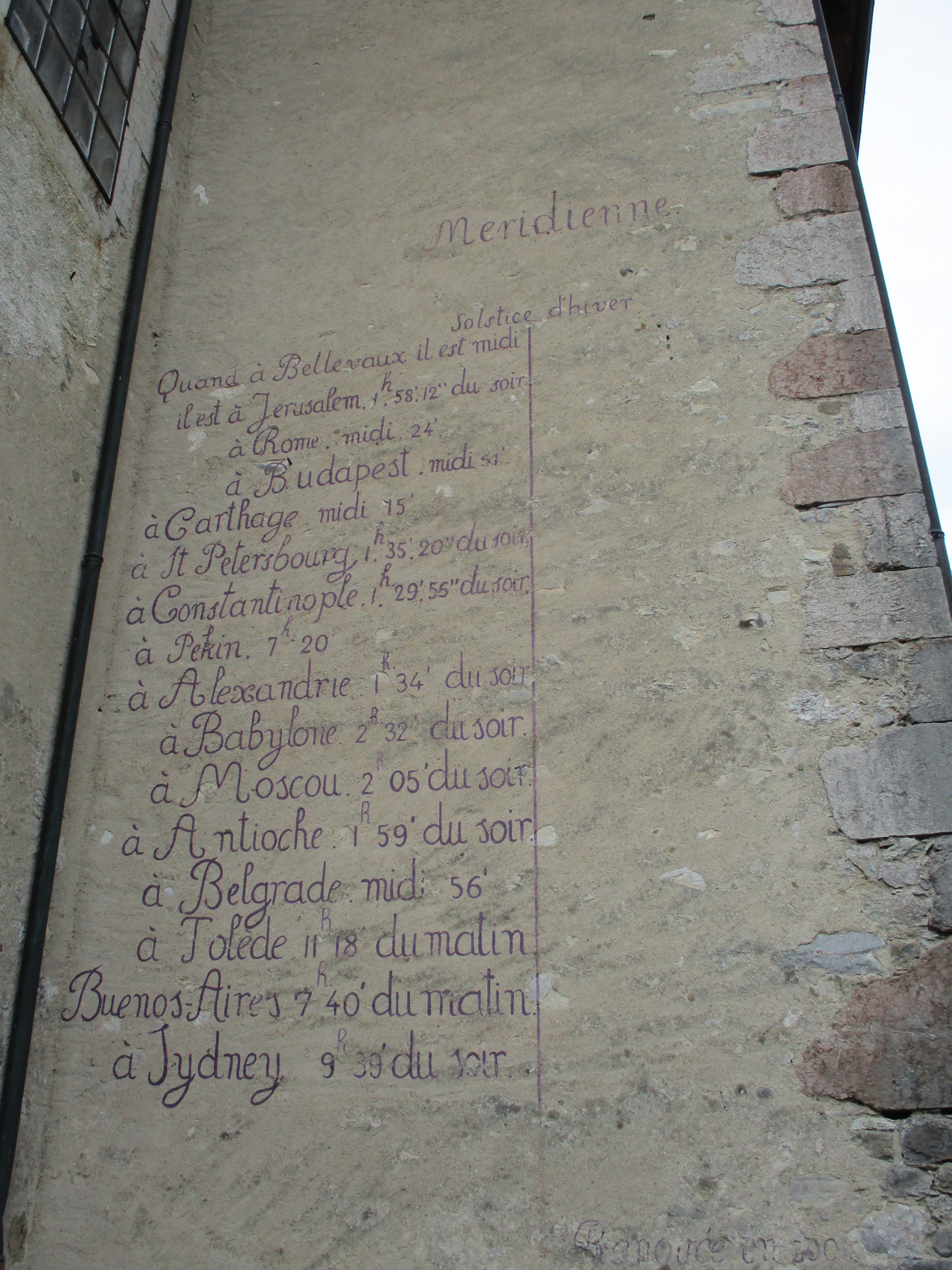
Inscription de différents fuseaux horaires..

## Les cloches
Le clocher de l'église abrite six cloches de plus de 270 kilos. Elles ont toutes été coulées en 1956 par la fonderie Paccard.
La grosse cloche, Marie-Françoise Alphonsine Jeanne, pèse 1 250 kilos.
| Numéros | Nom                               | Diamètre(cm) | Masse(Kg) | Note  |
| ------- | --------------------------------- | ------------ | --------- | ----- |
| 1       | Marie Françoise Alphonsine Jeanne | 127          | 1, 250    | Mib3  |
| 2       | Marie-Cécile                      | 115          | 950       | Fa 3  |
| 3       | Marie Juliette Marguerite         | 102          | 650       | Sol 3 |
| 4       | Marie Clotilde                    | 95           | 530       | Lab3  |
| 5       | Marie Louise Thérèse              | 84,5         | 380       | Sib3  |
| 6       | Marie Agnès Dominique             | 76           | 270       | Do 4  |

## Protection
L'église possède des objets classés par les Monuments historiques :
- Une sculpture anthropomorphe (grandeur nature, atlante) du XVIIIe siècle, classée depuis 1942, provenant de l'abbaye d'Aulps[12] ;
- Des stalles du XIXe siècle, classés depuis 1984[13] ;
- Une cloche du XVIIIe siècle, classée depuis 1943[14].

Les objets protégés
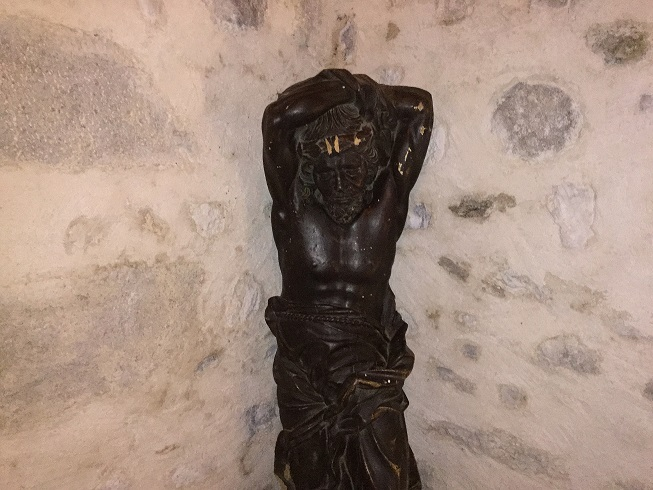
L'Atlante.
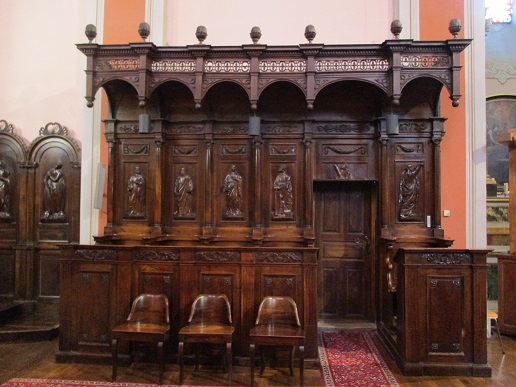
Une stalle de style Renaissance, de Laurent Baud.